# Élisabeth Casteret
Élisabeth Casteret (°1905 - †1940), née Élisabeth Martin, est une spéléologue française.
Elle est l'épouse de Norbert Casteret.

## Biographie
Élisabeth Casteret est née Élisabeth Martin à Paris le 13 mai 1905.
Elle vient s'installer à Saint-Gaudens à la retraite de son père, qui était médecin. Elle y fait toutes ses études et y rencontre son futur époux Norbert Casteret.
Elle décède le 6 mai 1940 à Saint-Gaudens de fièvre puerpérale, quelques jours après la naissance de son cinquième enfant.

## Activités spéléologiques
Dès l'âge de dix-neuf ans, Élisabeth Casteret entame sa collaboration avec Norbert Casteret, « jeune géologue lancé dans la carrière rare d'explorateur souterrain ». Elle l'initie à l'alpinisme et l'accompagne en montagne à la recherche de grottes. Il écrit à son sujet ""Elle n'avait jamais jusqu'alors pénétré dans une grotte, mais elle était excellente alpiniste et avait gravi déjà nombre de cimes Pyrénéennes dans le massif de Bagnères-de-Luchon. Pour ma part je n'avais jamais fait d'ascensions, mais-comme on sait, j ‘étais fanatique des cavernes. Cette contradiction flagrante ne comportait toutefois aucune incompatibilité. La solution, l'idéal eût été que je cherche des grottes et des gouffres en haute montagne et que ma femme les explorât avec moi, en m'initiant à l'alpinisme. Les dieux aidant, ce fut précisément ce qui arriva."
De 1924 à 1940, elle sera de toutes les expéditions.
Elle devint ainsi la première femme spéléologue en atteignant par exemple - 303 m dans le "Gouffre Martel" en Ariège : c'était alors la cavité la plus profonde de France ! Elle participa également à la découverte de la véritable source de la Garonne. En 1931, Norbert et Elisabeth Casteret réalisèrent un traçage en injectant 60 kg de fluorescéine au trou du Toro, prouvant ainsi la connexion avec la résurgence du val d'Aran.

## Sources et références
- « Les grandes figures disparues de la spéléologie française », Spelunca (Spécial Centenaire de la Spéléologie), no 31,‎ juillet-septembre 1988, p. 35
- Delanghe, Damien, Médailles et distinctions honorifiques (document PDF), in : Les Cahiers du CDS no 12, mai 2001.
- Association des anciens responsables de la fédération française de spéléologie : In Memoriam.
- Bourrely, H. (1943) : In memoriam Elisabeth Casteret (13 mai 1905 - 6 mai 1940).
- Casteret, N. (1943) : In memoriam Elisabeth Casteret (13 mai 1905 - 6 mai 1940) in E.-A. Martel, explorateur du monde souterrain - Édition Gallimard (Paris), p. 221-228 & in En rampant - Édition Perrin (Paris), 1943.

1. 1 2  « Elisabeth Casteret », sur norbertcasteret.net.
2. ↑  Georges Jorré, « Le problème du Trou du Toro,Détermination des sources du rio Esera et de la Garonne occidentale  d'après M. Norbert Casteret », Revue géographique des Pyrénées et du Sud-Ouest vol. 3,‎ 1932, p. 116-120 (lire en ligne)